# Fibromatose
 Mise en garde médicale
Les fibromatoses sont des maladies fibroblastiques multifocales évolutives.
Par exemple, la maladie de Dupuytren est une fibromatose nodulaire rétractile de l'aponévrose palmaire. Elle est souvent bilatérale.
L'atteinte peut être plantaire (maladie de Ledderhose) ou même il peut y avoir une atteinte génitale des corps caverneux (maladie de Lapeyronie).